# Tiruvallur
Tiruvallur (Tamil: திருவள்ளூர் Tiruvaḷḷūr [ˈt̪iɾɯˌʋaɭːuːr], auch: Thiruvallur) ist eine Stadt im südindischen Bundesstaat Tamil Nadu mit rund 56.000 Einwohnern (Volkszählung 2011). Die Stadt ist Verwaltungssitz des Distrikts Tiruvallur.
Tiruvallur liegt im Norden Tamil Nadus rund 45 Kilometer westlich der Hauptstadt Chennai (Madras). Zur Grenze des Nachbarbundesstaats Andhra Pradesh sind es 25 Kilometer. Die Stadtgemeinde Tiruvallur umfasst eine Fläche von 10,75 Quadratkilometern. Durch Tiruvallur führen die nationale Fernstraße NH 716 von Chennai nach Tirupati und die Eisenbahnlinie von Chennai nach Bengaluru. Der Bahnhof Tiruvallur wird von der westlichen Linie der Chennaier Vorortbahn bedient.
Hauptsehenswürdigkeit Tiruvallurs ist der dem Hindu-Gott Vishnu geweihte Viraraghavaswami-Tempel. Dieser Tempel gehört zu den 108 Divya Desams oder heiligen Orten des tamilischen Vishnuismus. 
87 Prozent der Einwohner Tiruvallurs sind Hindus, jeweils 6 Prozent sind Christen und Muslime. Die Hauptsprache ist, wie in ganz Tamil Nadu, das Tamil, das von 82 Prozent der Bevölkerung als Muttersprache gesprochen wird. 12 Prozent sprechen Telugu, 3 Prozent Urdu und 1 Prozent Hindi.